# Poslední léto
Poslední léto (v anglickém originále The Last Summer) je americký romantický komediální film z roku 2019. Jeho režisérem je William Bindley, který se podílel i na scénáři se Scottem Bindleym. Hlavní role hrají K. J. Apa, Jacob Latimore, Maia Mitchell, Halston Sage a Tyler Posey.
Film měl premiéru dne 3. května 2019 na Netflixu.

## Obsazení
- K.J. Apa jako Griffin
- Maia Mitchell jako Phoebe
- Jacob Latimore jako Alec, Erin expřítel
- Halston Sage jako Erin, Alecova expřítelkyně
- Sosie Bacon jako Audrey, nejlepší přítel Erin
- Wolfgang Novogratz jako Foster, nejlepší přítel Aleca
- Gabrielle Anwar jako maminka Griffina
- Ed Quinn jako otec Griffina
- Jacob McCarthy jako Chad
- Mario Revolori jako Reece
- Gage Golightly jako Paige
- Norman Johnson, Jr. jako Mason
- Tyler Posey jako Ricky, hráč baseballu za Chicago Cubs
- Audrey Grace Marshall jako Lilah
- Greer Grammer jako Christine Purdy
- Jackie Sandler jako Tracey
- Brenna Sherman jako Sierra
- Gabriel Vigliotti jako Zachary
- Ryan Hill jako Garrett

## Produkce
V lednu 2018 bylo oznámeno, že ve filmu The Last Summer bude hrát K. J. Apa. V březnu 2018 se k obsazení připojil Jacob Latimore. V dubnu 2018 se přidala Maia Mitchell. V květnu 2018 se k obsazení připojili Tyler Posey a Forrest Goodluck.
V červnu 2018 bylo oznámeno, že celosvětová práva k filmu získal Netflix.
Natáčení bylo zahájeno v květnu roku 2018.

## Vydání
Film měl premiéru dne 3. května 2019.